# ミッドナイトムービー (映画)
『ミッドナイトムービー』（英: Midnight Movies: From the Margin to the Mainstream）は、2005年のカナダ映画である。

## 概要
いわゆる「ミッドナイトムービー」と総称される種のカルト映画6作品について、監督や関係者が当時の状況を証言するドキュメンタリー映画。取り上げられた作品は以下の通り。
- エル・トポ
- ナイト・オブ・ザ・リビングデッド
- ピンク・フラミンゴ
- ハーダー・ゼイ・カム（英語版）
- ロッキー・ホラー・ショー
- イレイザーヘッド

## 出演
全て本人
- アレハンドロ・ホドロフスキー（『エル・トポ』監督）
- ジョージ・A・ロメロ（『ナイト・オブ・ザ・リビングデッド』監督）
- ジョン・ウォーターズ（『ピンク・フラミンゴ』監督）
- ペリー・ヘンゼル（英語版）（『ハーダー・ゼイ・カム』監督）
- リチャード・オブライエン（『ロッキー・ホラー・ショー』脚本、出演）
- デヴィッド・リンチ（『イレイザーヘッド』監督）
- ベン・バレンホルツ（英語版）（エルジン劇場（英語版）支配人）
- アラン・ダグラス（英語版）

### ストック・フッテージやストック写真での出演
- ジョン・レノン、オノ・ヨーコ